# Meriwether Lewis
Meriwether Lewis (18 d'agost del 1774 a Charlottesville i mort l'11 d'octubre del 1809 a Hohenwald) fou un explorador, soldat i funcionari estatunidenc, cèlebre pel seu rol com a líder del Corps of Discovery, la missió del qual era explorar el territori adquirit per la compra de Louisiana.